# Jozef Peeters (ontvoerder)
Jozef Peeters (1947 – Zelem, 25 februari 2010) was een Belgisch veroordeelde. Hij werd vooral bekend als medeontvoerder van Anthony De Clerck, de kleinzoon van textielbaron Roger De Clerck.

## Levensloop
Peeters was afkomstig uit Zonhoven en werkte als vrachtwagenchauffeur. Toen hij betrapt werd op zwartwerk kwam hij in financiële problemen. Peeters kwam in contact met Danny Vanhamel en na enkele mislukte overvallen rijpte het plan om een familielid van een rijk ondernemer te ontvoeren. Als eerste slachtoffer werd voor de dochter van Leon Melchior gekozen. In 1991 sloegen ze toe maar toen bleek dat ze de secretaresse van Melchior ontvoerd hadden, lieten ze haar onmiddellijk vrij.
Op 4 februari 1992 werd dan Anthony De Clerck, de kleinzoon van textielbaron Roger De Clerck ontvoerd in Belsele in het Waasland. Deze ontvoering hield heel België in spanning. Het losgeld bedroeg 250 miljoen Belgische frank (6 miljoen euro). Na 32 dagen werd De Clerck vrijgelaten in Massenhoven. Al die tijd had hij in het Waalse Engreux opgesloten gezeten.
Zowel Peeters als Vanhamel werden achteraf door het Gentse Hof van assisen veroordeeld tot levenslange dwangarbeid.
Peeters werd in 2004 vrijgelaten onder voorwaarden, maar ging terug naar de gevangenis toen hij opnieuw contact had gezocht met Vanhamel. Daar ondernam hij een zelfmoordpoging toen hij dreigde te worden overgeplaatst. Peeters werd enkele maanden nadien vrijgelaten en ging opnieuw aan het werk als bekister. Als ex-gedetineerde gaf hij eveneens rondleidingen in de oude gevangenis van Tongeren die tussen 2006 en 2008 als gevangenismuseum was ingericht.
Op 25 februari 2010 werd hij dood aangetroffen in zijn auto, vermoedelijk nadat hij zelfmoord had gepleegd.